# Schlaftraining

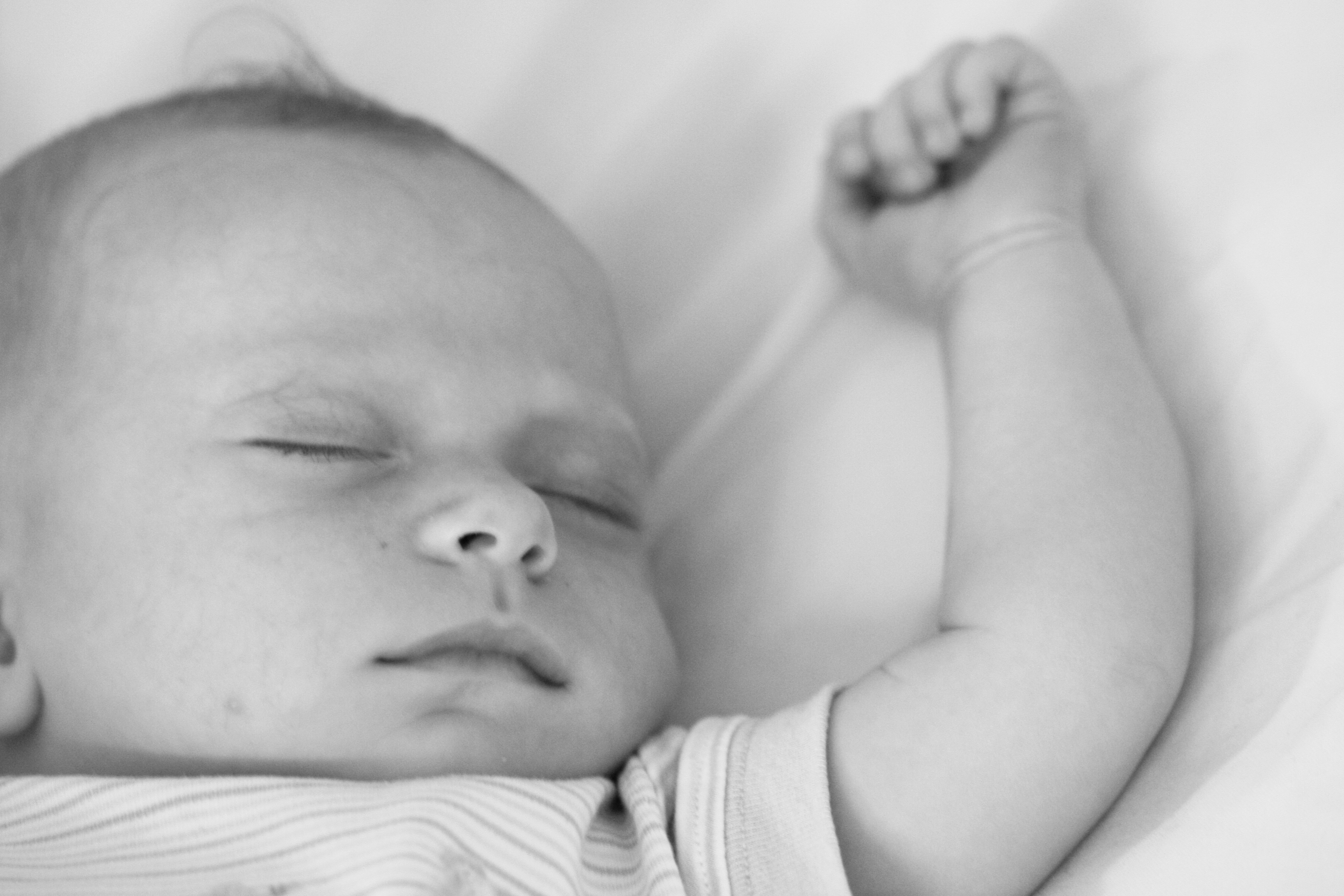
Schlafendes Baby

Schlaftraining (auch: Einschlaftraining, Schlaferziehung) wird in der Erziehung sowie zum Umgang mit Schlafstörungen von älteren Säuglingen und Kleinkindern angewandt. Die meisten Kinder lernen von allein, bei Müdigkeit in den Schlaf zu finden und durchzuschlafen, bis sie ausreichend erfrischt sind. Schlaftraining wird bei Kindern eingesetzt, die dies nicht können, und zielt darauf, sie zu bemächtigen, aus eigener Kraft und ohne weitere Hilfestellung einzuschlafen.
In den ersten 12 Lebensmonaten treten kaum echte Schlafstörungen auf. Insbesondere in den ersten 6 bis 9 Monaten wacht das Baby nachts wiederholt auf. Die Eltern sind gefordert, sich den Schlafzyklen des Babys anzupassen. Siehe auch: Säugling#Schlafen
In der Westlichen Welt haben etwa 20–30 % aller Kinder im Kleinkind- und Vorschulalter Probleme einzuschlafen und während normaler nächtlicher Wachphasen in den Schlaf zurückzufinden.
Längeres nächtliches Schreien und elterliche Interventionen führen bei den Eltern zu Schlafmangel und Stress und können Depressionen der Mutter begünstigen. Wenn es Eltern schwerfällt, aufgrund eigenem Stress und Schlaflosigkeit die (Müdigkeits-)Signale des Kindes wahrzunehmen, wird der Prozess selbstverstärkend.
Eine Studie ergab, dass bei 84 % der betroffenen Kindern die Schlafprobleme auch nach drei Jahren noch fortbestanden und bei 18 % auch im Grundschulalter noch auftraten.
Es wird angenommen, dass Kinder Probleme beim Ein- oder beim Durchschlafen entwickeln können, wenn:
- die Eltern nicht auf Anzeichen von Müdigkeit beim Kind reagieren oder nicht auf eine vorteilhafte Schlafhygiene achten (verpasster Mittagsschlaf während des Tages, fehlende Beruhigungsphase oder unregelmäßige Bettgehzeiten),
- das Kind nach dem Einschlafen an einen anderen Ort verbracht wird oder sich daran gewöhnt, von den Eltern zum Einschlafen stets gehalten, gestillt oder geschaukelt zu werden.[4]

Schlaftraining soll das Kind ermächtigen, aus eigener Kraft einzuschlafen, und ihm abgewöhnen, Einschlafhilfe durch andere Personen in Anspruch zu nehmen. Die Eltern sollen das Schreien und Weinen des Kindes zumindest phasenweise ignorieren, um es nicht durch Zuwendung und Aufmerksamkeit in diesem Verhalten beim Einschlafen zu bestärken.

## Kindliche Schlafmuster
Etwa in der 32. Schwangerschaftswoche beginnt der REM-Schlaf des ungeborenen Kindes zyklische Muster aufzuweisen, die etwa in der 36. Woche – also vier Wochen vor der Geburt – in voll entwickelte Schlafzyklen übergehen; neben REM-Phasen umfassen diese auch lange Perioden ruhigen Schlafes. Bereits vor der Geburt reagiert das Kind auf Bewegungen der Mutter und beginnt seinen Wach-Schlaf-Rhythmus dem ihren anzupassen.
Noch Neugeborene schlafen jedoch 12–16 Stunden pro Tag. Unterstützt u. a. von der hormonellen Entwicklung reift der 24-Stunden-Rhythmus in den ersten 2–3 Monaten nach der Geburt weiter aus. Während der ersten Lebenswochen schlafen Säuglinge zunächst auch tagsüber durchschnittlich 3–4 Stunden, später nehmen sie 1- bis 2-mal täglich ein Nickerchen. Gesunde, voll ausgetragene Kinder sind im Alter von 6 Monaten in der Regel physiologisch in der Lage, nachts ohne Fütterung auszukommen. Dabei nimmt die Häufigkeit des nächtlichen Aufwachens bei wenigstens zwei Dritteln der voll gestillten Säuglinge in den ersten sechs Monaten kaum ab und alle Säuglinge wachen im Durchschnitt 2- bis 6-mal pro Nacht kurz auf. Ein Drittel bis zur Hälfte aller Kinder unter einem Jahr – im englischen Fachjargon werden sie als self-soothers („Selbstberuhiger“) bezeichnet – sind dann in der Lage, sich selbst zu beruhigen und von allein wieder einzuschlafen; die Eltern bemerken solches Aufwachen meist gar nicht. „Selbstberuhiger“ sind Kinder, die daran gewöhnt sind, im müden, aber noch wachen Zustand hingelegt zu werden. Sie lassen sich meist ohne großen Aufwand zum Schlafen hinlegen.
Die Mechanismen, die den kindlichen Schlafrhythmus steuern, sind – anders als die des erwachsenen Schlafes – bis heute noch nicht vollständig erforscht.
Auch Faktoren, die einem weinenden Säugling beim Einschlafen helfen, sind wissenschaftlich nur wenig erforscht. Einer japanischen Studie bestätigte, dass das Tragen des Säuglings das Einschlafen fördert, nicht aber das Halten im Sitzen. Die Studie bestätigte zudem die allgemeine Beobachtung, dass Säuglinge häufig unmittelbar nach dem Ablegen wieder aufwachen; als entscheidend stellte sich vor allem die Zeitspanne zwischen dem Einschlafen und dem Ablegen heraus: Wurden Säuglinge nach dem Einschlafen zunächst acht Minuten lang im Sitzen gehalten und erst dann abgelegt, schliefen sie tendenziell weiter.

## Allgemeiner Umgang mit Schlafproblemen
Bei Schlafproblemen wird häufig empfohlen feste Schlafzeiten einzuhalten und beim Zubettgehen sowie bei nächtlichem Erwachen für eine gewisse Zeit mit dem Kind zu interagieren. Alternativ kann versucht werden, das Kind erst dann ins Bett zu bringen, wenn es müde genug erscheint, um relativ bald einzuschlafen oder es wieder aufstehen zu lassen, wenn es nach einer festgelegten Zeit noch nicht eingeschlafen ist. Siehe auch #Zusätzliche Interventionen.
Einige Autoren empfehlen darüber hinaus Nickerchen am Tage und eine angemessene Schlafdauer, um einer Übermüdung vorzubeugen.
Die Psychologin Lisa Adams (Arkansas Children’s Hospital) und der Kinderarzt Vaughn Rickert (University of Arkansas) zeigten in einer Studie, dass Kinder deren Eltern mit ihnen vor dem Einschlafen ruhig, zugewandt und liebevoll interagieren, weniger schreien als Kinder, denen beim Zubettgehen weniger Aufmerksamkeit zugedacht wird. Wenn das Kind seine Müdigkeit mit angenehmen Erlebnissen assoziiert, fördert dies seine Einschlafautonomie.
Die Abendroutine könnte etwa darin bestehen, dass die Eltern 20 Minuten vor dem geplanten Einschlafen beginnen, dem Kind vorzulesen oder vorzusingen oder gemeinsam Musik zu hören. Die Wohligkeit des selbstständigen Einschlafens überträgt das Kind dann auch auf nächtliches Halberwachen.
Kinder von Eltern, die vor der Geburt an bestimmten Elternkursen teilgenommen hatten, schliefen in klinischen Studien signifikant besser als Kinder nicht geschulter Eltern. Auch Kinder, die Übergangsobjekte wie Schmusedecken, Kuscheltiere oder Schnuller verwenden und sich damit in Abwesenheit der Mutter selbst zu beruhigen vermögen, sind weniger anfällig für Schlafprobleme.

## Verhaltensbedingte Schlafprobleme der Kindheit
Die Forschung beschäftigt sich mit Schlafproblemen von Kindern erst seit Mitte der 1980er Jahre. Kindliche Schlafprobleme, deren Ursachen im Erziehungsumfeld liegen, werden im englischen Fachjargon oft als infant and toddler sleep disturbance (ITSD, „Schlafstörung bei Säuglingen und Kleinkindern“) bezeichnet. Im Klassifikationssystem der American Academy of Sleep Medicine, ICSD, heißt das Phänomen behavioral insomnia of childhood (BIC, „verhaltensbedingte Schlaflosigkeit der Kindheit“). Volle Dyssomnien im Sinne des international anerkannten Klassifikationssystems der American Academy of Sleep Medicine werden bei Kindern nur selten diagnostiziert; um die hier dargestellten Störungen dennoch klassifizieren zu können, hat die Entwicklungspsychologin Erika Gaylor (SRI International) eine Nosologie für kindliche Protodyssomnien entwickelt, also für Vorformen von Dyssomnien. Unterschieden werden zwei Typen: Einschlafprobleme (in den ersten 24 Lebensmonaten: mehr als 30 Minuten) und Durchschlafprobleme (in den ersten 24 Lebensmonaten: mehr als zweimal pro Nacht). Häufig kommt beides zusammen.
Rund jeder vierte Säugling weint anhaltend, wenn er für ein Nickerchen oder für die Nachtruhe zu Bett gelegt wird, benötigt die Hilfe der Eltern (Schaukeln, Füttern, Festhalten), um einzuschlafen, und weckt die Eltern auch während der Nacht schreiend auf. Im englischen Fachjargon werden solche Kinder als signalers („Signalgeber“) bezeichnet. Säuglinge, die von den ersten Lebenswochen an daran gewöhnt werden, abends in den Schlaf gestillt oder gewiegt zu werden, verlangen dies meist auch dann, wenn sie während der Nacht aufwachen. Erstgeborene Kinder sind etwas häufiger betroffen als ihre jüngeren Geschwister. Viele Mütter von Kindern mit Schlafproblemen haben eine Geschichte problematischer Bindungen.

## Anwendungsbereich des Schlaftrainings
Schlaftraining ist weder für Kinder geeignet, die unreife Schlaf-Wach-Muster aufweisen, noch für Kinder, die nachts noch gestillt werden. Da sich die Objektpermanenz – also das Wissen, dass Eltern auch dann noch da sind, wenn man sie nicht sieht – bei Kindern erst im zweiten Lebenshalbjahr entfaltet, empfehlen viele Forscher, das Schlaftraining erst ab Ende des 6. Lebensmonats zu beginnen. Bei jüngeren Säuglingen können sich Schlafstörungen im Gesamtbild einer Regulationsstörung zeigen (siehe auch: Exzessives Schreien im Säuglingsalter); das Problem sollte dann mit dem Kinderarzt besprochen werden.
Wenn traumatische Verlassenheitsängste bestehen, ist Schlaftraining auch nach dem 6. Lebensmonat nicht geeignet; dies betrifft vor allem Kinder aus Familien, in denen schwere psychische oder Suchtprobleme bestehen. Wenn sich in solchen Fällen Schlafprobleme ergeben, sollte ein Verhaltenspsychologe konsultiert werden.
Kindliche Schlafprobleme können auch eine Vielzahl körperlicher Ursachen haben, etwa Schmerzen, wie sie bei Koliken, gastroösophagealem Reflux („Sodbrennen“), der Hand-Fuß-Mund-Krankheit oder bei Infektionskrankheiten der oberen Luftwege (Erkältungen) vorkommen. Schlaftraining ist auf Kinder zugeschnitten, deren Schlafprobleme offensichtlich keine körperlichen Ursachen haben, sondern erworben sind. Die Eltern haben dem Kind in diesem Falle angewöhnt, bis zum Einschlafen z. B. geschaukelt, gestillt, getragen oder im Auto herumgefahren, und erst schlafend niedergelegt zu werden.

## Voraussetzungen

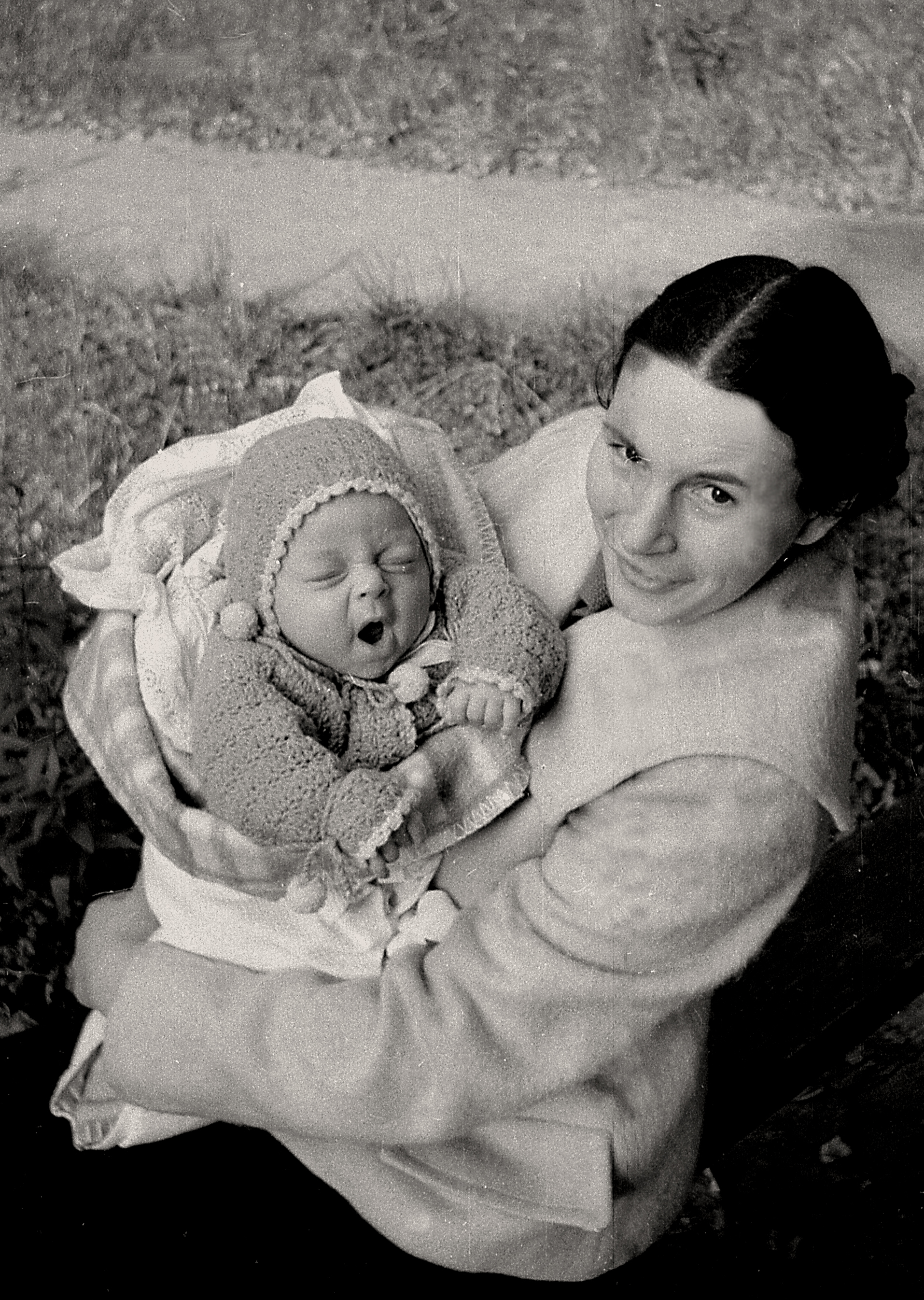
Ein müder Säugling

Voraussetzung aller nachfolgend dargestellten Methoden ist, dass die Eltern frühzeitig und zweifelsfrei erkennen, wann das Kind müde ist. Besonders bei unerfahrenen Eltern ist dies nicht immer der Fall. Auch verhalten sich nicht alle Kleinkinder gleich. Gähnen z. B. kann bei einigen Kindern ein frühes Müdigkeitssignal sein, während andere erst zu gähnen beginnen, wenn sie bereits stark übermüdet sind. Nicht ausreichend müde Kinder sind ebenso schwer zur Ruhe zu bringen wie solche, die bereits übermäßig ermüdet sind.
Typische Müdigkeitskennzeichen sind: Unaufmerksamkeit, starres Blicken, sinkende Augenlider, Abwenden, Vermeiden von sozialer Interaktion, Geräuschempfindlichkeit, Erschreckbarkeit, ungeschickte oder verlangsamte Motorik, ruckartige Bewegungen der Beine oder Arme, Durchwölben des Rückens und des Nackens, Winden des Körpers, Kopfrollen, Strecken oder Spreizen der Finger, Desinteresse an Spielsachen oder Nahrung, Zupfen an Ohren oder Haar, Reiben des Gesichts und der Augen, sorgenvolles Gesicht, Stirnrunzeln, Grimassieren, Lutschen an Fingern und Objekten, Grunzen, Gähnen. Bei manchen Kindern macht Müdigkeit sich zunächst auch durch gesteigerte Lebhaftigkeit bemerkbar.
Zeichen für Übermüdung sind: die vorgenannten Anzeichen in Verbindung mit Weinen, Unleidlichkeit und Reizbarkeit; Ankämpfen gegen den Schlaf; das Kind ist unruhig, wenn es im Arm gehalten wird, wehrt sich aber dagegen, niedergelegt zu werden.

## Methodenübersicht
Eine 2006 von einem Forscherteam der Saint Joseph’s University in Philadelphia vorgelegte Metastudie hat aufgewiesen, dass die meisten heute üblichen Methoden des Schlaftrainings sehr wirksam sind und Kind und Eltern hohen Nutzen bringen – solange die Eltern sich behaglich damit fühlen und die Methode konsequent durchführen.
Die Methoden zielen in der Regel darauf ab, dem Kind das Weinen und Schreien vor dem Einschlafen abzugewöhnen, indem es lernt, dass die Eltern hierauf nicht oder nur mit Verzögerung reagieren. Das Kind soll so in die Lage versetzt werden, sich selbstständig zu beruhigen und ohne elterliche Hilfe ein- und durchzuschlafen.

### Unmodifizierte Entwöhnung nach Weissbluth („Cry It Out“)
Der Kinderarzt Marc Weissbluth, Gründer des Sleep Disorder Center am Lurie Children's Hospital in Chicago, gilt als der namhafteste Befürworter einer Methode, die im englischen Fachjargon Unmodified Extinction („unmodifizierte Entwöhnung“) genannt wird. Volkstümlich nennt man die Methode im englischsprachigen Raum „Cry It Out“ (etwa: „ausschreien lassen“).
Die Methode besteht darin, das Kind, sobald es ermüdet ist, in wachem Zustand ins Bett zu legen und die Nacht über allein zu lassen. Das Schreien wird ignoriert, soweit es sich im gewöhnlichen Rahmen bewegt und das Kind nicht in Not gerät. In einer klinischen Studie führte die Methode nach drei Tagen zwar zu einem verminderten Spiegel des Stresshormons Cortisol der Mütter, der Cortisolspiegel der Säuglinge stieg jedoch an, auch wenn diese äußerlich ruhiger wirkten.
Die American Academy of Sleep Medicine empfiehlt die „Cry It Out“-Methode als Standardverfahren zur Behandlung verhaltensbedingter kindlicher Schlafstörungen.

### Stufenweise Entwöhnung nach Ferber
Der Neurologe und Kinderarzt Richard Ferber (Harvard University und Boston Children’s Hospital) empfiehlt eine abgestufte Variante des Schlaftrainings, die im englischen Fachjargon als Graduated Extinction („stufenweise Entwöhnung“) bezeichnet wird. Weitere Bezeichnungen sind Check and Console („kontrollieren und trösten“) und Controlled Crying („kontrolliertes Weinenlassen“). Im deutschsprachigen Raum spricht man von „Ferbern“ (als Verb) bzw. von der Ferber-Methode; hier hat sich das Autorenteam Annette Kast-Zahn und Hartmut Morgenroth (Jedes Kind kann schlafen lernen, 1995) für die Ferber-Methode eingesetzt.
Auch bei dieser Methode wird das Kind in müdem, aber noch wachen Zustand zu Bett gelegt und allein gelassen. In der ersten Nacht schauen die Eltern, wenn das Kind so lange schreit, nach 3 Minuten kurz nach dem Rechten, reden dem Kind beruhigend zu und reiben ihm eventuell den Rücken, nehmen es aber nicht hoch. Die zweite Kontrolle erfolgt nach 5 Minuten; alle weiteren Kontrollen erfolgen nach jeweils 10 Minuten. In den nächsten Nächten werden die Abstände zwischen den Kontrollbesuchen beim schreienden Kind den Vorgaben der folgenden Tabelle entsprechend immer weiter ausgedehnt, bis sie ein Maximum von 30 Minuten erreichen. Kontrollen erfolgen nur, solange das Kind schreit und nehmen nicht mehr als etwa 15 Sekunden in Anspruch. Die Tabelle bildet nur die Grundidee ab, die Zahlen weichen bei manchen Autoren leicht ab.
| Nacht Nr. | 1. Kontrolle | 2. Kontrolle | 3. und jede weitere Kontrolle |
| --------- | ------------ | ------------ | ----------------------------- |
| 1         | nach 3 Min.  | nach 5 Min.  | nach 10 Min.                  |
| 2         | 5            | 10           | 12                            |
| 3         | 10           | 12           | 15                            |
| 4         | 12           | 15           | 17                            |
| 5         | 15           | 17           | 20                            |
| 6         | 17           | 20           | 25                            |
| 7         | 20           | 25           | 30                            |

Auch diese Methode ist in klinischen Studien vielfach untersucht und als effizient bestätigt worden. Bei einigen Kindern war sie schon nach wenigen Tagen wirksam, bei anderen jedoch hat sie bis zu 4 Wochen in Anspruch genommen. Viele Eltern geraten in dieser Zeit so unter Stress, dass sie das Training abbrechen.

### Entwöhnung mit anwesenden Eltern
Bei dieser Methode, die im Englischen als „Parental Presence“-Methode bezeichnet wird, schläft ein Elternteil eine Woche lang im selben Zimmer wie das Kind, in einem separaten Bett, das für das Kind sichtbar ist. Wenn das Kind müde ist, wird es mit kurzem Ritual hingelegt; der Elternteil legt sich in sein eigenes Bett und stellt sich schlafend. Nachdem das Kind (nach mehr oder weniger viel Geschrei) eingeschlafen ist, hat der Elternteil die Wahl, entweder ebenfalls zu schlafen, oder aufzustehen und zurückzukehren, wenn er selbst müde ist. Wenn das Kind nachts aufwacht und schreit, wird es verbal einige Minuten lang beruhigt, dann schützt der Elternteil wieder vor, eingeschlafen zu sein. Nach Ablauf der ersten Woche legt der Elternteil sich selbst nicht mehr hin, sondern lässt das Kind entweder allein oder kommt, solange das Kind schreit, alle 5–10 Minuten zu einer kurzen Kontrolle (ähnlich wie bei der Ferber-Methode). Falls der Elternteil sein ständiges Bett im selben Zimmer hat, legt er sich erst dann hin, wenn er müde ist. Die Vertreter der Methode berichten, dass Kinder bei dieser Methode weniger schreien als bei den Methoden nach Weissbluth bzw. Ferber, und dass sie dazu führe, dass das Kind nach einer Woche durchschlafe.
Manche Autoren stufen auch Co-Sleeping als Methode des Einschlaftrainings ein. In wissenschaftlichen Studien ist ein Effekt dieser Praxis auf die Fähigkeit des Kindes zum selbstständigen Einschlafen bisher allerdings nicht nachgewiesen worden.

### Ausschleichende Entwöhnung
Es wurden verschiedene Methoden vorgeschlagen, den zeitlichen Aufwand, den Eltern benötigen, um ihr Kind zum Einschlafen zu bringen, schrittweise zu reduzieren. Kim West empfiehlt, dass ein Elternteil zunächst auf einem Stuhl neben dem Bett des Kindes sitzt, bis sich das schreiende Kind beruhigt. Über mehrere Wochen wird der Stuhl dann immer weiter vom Bett entfernt, bis er schließlich außerhalb des Zimmers steht. Methoden, bei denen der Elternteil sich vom Kind räumlich immer weiter entfernt, werden im Englischen auch als „Camping Out“ bezeichnet.
Elizabeth Pantley, die William Sears und dem Attachment Parenting nahesteht, empfiehlt, zunächst die Bettgeh-Routine zu verbessern und das Kind dann einfühlsam und ohne feste Vorgehensweise in kleinen Schritten von der elterlichen Schlafhilfe zu entwöhnen. Ein Säugling soll erst kurz vor dem Einschlafen niedergelegt, aber wieder hochgenommen werden, falls er erneut zu weinen beginnt. Pantleys Methode ist in den Vereinigten Staaten als No Cry Sleep Solution („Tränenfreie Schlaf-Lösung“) bekannt, nimmt allerdings viel Zeit in Anspruch nehmen und ist weniger zuverlässig als die vorgenannten Methoden. Im deutschsprachigen Raum hat Karl Heinz Brisch ähnliche Empfehlungen formuliert.

### Zusätzliche Interventionen
Für Kinder, die nachts zu festen Zeitpunkten aufwachen und dann nicht ohne Hilfe wieder einschlafen, empfehlen einige Forscher eine Methode, die als Scheduled Awakening („planmäßiges Wecken“) bezeichnet wird. Das Kind wird hierbei 15–30 Minuten vor dem erwarteten nächtlichen Erwachen geweckt und dann beruhigt, damit es erneut einschläft. Das Wecken des Kindes erfolgt zunächst regelmäßig, nach einigen Tagen dann aber immer seltener, in der Hoffnung, dass das Kind nun weniger leicht aufwacht.

## Kritik
Schlaftraining löst regelmäßig Kontroversen aus. Gegner nennen es grausam und sehen es als Bestrafung des Kindes an. Neben der tatsächlich auftretenden Erhöhung des Cortisolspiegels wird vermutet, dass längeres Schreien beim Kind auch Stress, Entzugserscheinungen, Bindungsstörungen und möglicherweise neuronale Veränderungen hervorrufen könnten. Nachgewiesen wurde dies jedoch bislang nicht.
Zu den schärfsten Kritikern jeglichen Schlaftrainings zählt William Sears, der sich seit den frühen 2000er Jahren um die Popularisierung des Attachment Parenting bemüht. Sears rät Eltern, ihre Kinder grundsätzlich niemals schreien zu lassen, und ist davon überzeugt, dass langes Schreien, wie es beim Schlaftraining die Regel ist, bei Kindern aufgrund erhöhter Cortisolausschüttungen zu Hirnschäden führen könne.
Die von Sears zitierte Studie zu stressinduzierten Entwicklungsstörungen bei Kindern nennt als Ursache jedoch keineswegs Schreienlassen vor dem Einschlafen (bei einer ansonsten glücklichen Kindheit), sondern Szenarien, in denen Kinder – wie z. B. in chinesischen oder rumänischen Waisenhäusern – schwerwiegend vernachlässigt oder misshandelt wurden. Die Autoren haben sich über Sears’ fehlerhafte Darstellung ihrer Befunde später beschwert. Bei einer weiteren Studie, die Zusammenhänge zwischen exzessivem Schreien und verminderter Intelligenz beschrieben hat und auf die Sears sich ebenfalls beruft, ignoriert er, dass hier gar nicht die Folgen von Schlaftraining untersucht worden sind, sondern eine Stichprobe von Schreikindern, bei denen neurologische Störungen vorlagen, die möglicherweise beides verursacht haben: Intelligenzminderung und exzessives Schreien. Das fehlerhafte Berufen auf Studien, die seine Thesen überhaupt nicht belegen, ist Sears auch in anderen Fällen vorgeworfen worden.
Im deutschsprachigen Raum hat Herbert Renz-Polster sich gegen das Schlaftraining ausgesprochen. Ob Menschen als Antwort auf Nähebedürfnis des Kindes vor dem Einschlafen eher Nachgeben oder Distanz für richtig halten, hängt ihm zufolge mit eigenen „inneren Mustern“ zusammen. Als innere Muster nennt Renz-Polster das Bild des Kindes („Kindesbild“) und die von dem eigenen Aufwachsen und der Befindlichkeit beeinflusste „Beziehungssprache“.
Auf Internetforen wird häufig Kritik am Schlaftraining artikuliert. 2013 versuchte eine Mutter eine Petition gegen die Neuauflage von Kast-Zahns und Morgenroths Buch einzureichen.

## Klinische Studien zu Risiken und Nutzen

### Mögliche Schäden durch Schlaftraining
Die Erziehungspsychologin Wendy Middlemiss und andere haben an der University of North Texas 2012 eine Studie durchgeführt, für die Kinder mit Schlafproblemen und ihre Mütter während eines fünftägigen stationären Schlaftrainings beobachtet wurden. Die Studie zeigte, dass die Kinder in den Phasen des Schlafüberganges (in denen ihre Mütter sie schreien ließen) erhöhte Cortisolspiegel aufwiesen. Am dritten Tag schrien sie weniger, wiesen während des Schlafüberganges aber weiterhin erhöhte Cortisolspiegel auf. Die Mütter hingegen wiesen nur solange erhöhte Cortisolspiegel auf, wie ihre Kinder schrien.
Die 2012 von der Forschergruppe um Anna M. H. Price veröffentlichte klinische Studie mit 173 Sechsjährigen schlussfolgerte, dass Kinder, die als Säuglinge Einschlaftraining erhalten hatten, sich in puncto emotionale Entwicklung, seelische Gesundheit, Elternnähe und Elternbindung nicht von Kindern unterschieden, die nicht trainiert worden waren. Eine weitere Studie derselben Forschergruppe von 2012 untersuchte langfristige Auswirkungen bei Kindern, die im Alter von 8 Monaten Schlaftraining nach Ferber oder nach der Camping-Out-Methode erhalten hatten. Auch diese Kinder wiesen 5 Jahre später keine psychischen Auffälligkeiten auf. Die Studien wurden aufgrund mehrerer methodischer Schwächen kritisiert:
- Etwa ein Drittel der Studienteilnehmer nahmen nicht mehr an der Nachuntersuchung nach fünf Jahren teil, insbesondere Familien mit benachteiligtem sozialen Hintergrund.
- Das Schlaftraining für die Säuglinge war nicht einheitlich, sondern konnte von den Eltern selbst gewählt werden.
- Die Kontrollgruppe wurde nicht auf mögliche selbst initiierte Schlaftrainings hin überprüft.[51][52]

### Möglicher Nutzen von Schlaftraining
Der von Befürwortern des Schlaftrainings vorgebrachte Nutzen liegt darin, Kindern, die sich als „Signalgeber“ erweisen, spätere Probleme zu ersparen. Langzeitstudien haben gezeigt, dass ungelöste Einschlafprobleme bei Säuglingen eine Tendenz haben, sich bis ins Vorschulalter und ins Schulalter fortzusetzen. Sie können die physische, emotionale, soziale und kognitive Entwicklung des Kindes stören, Übergewicht begünstigen, und sind wiederholt auch mit ADHS in Zusammenhang gebracht worden. Kindliche Schlafprobleme können die Eltern-Kind-Beziehung stören; neben anhaltendem Schreien bilden sie den zweithäufigsten Auslöser für Säuglingsmisshandlung, die beispielsweise zu Schütteltraumata führen. Eltern, die aufgrund von Schlafproblemen ihres Kindes selbst nicht genügend Schlaf bekommen, sind erhöht anfällig für Partnerschaftskonflikte und, besonders die Mutter, für Depressionen. In einer Langzeitstudie wurde festgestellt, dass die Mütter einschlaftrainierter Kinder seltener an Depressionen erkrankt waren als die Mütter der Vergleichsgruppe. Depressionen der Mutter sind eine der Hauptursachen für Bindungs- und andere seelische Störungen beim Kind.